# Tobias Aren
Jens Tobias Aren, född 16 mars 1989 i Eskilstuna fors, är en svensk tidigare handbollsspelare. Han är högerhänt och spelade i anfall som vänsternia eller som mittnia.

## Karriär
Tobias Aren började spela i hemstaden i HK Eskil. 16 år gammal bytte han klubb till IK Sävehof när han gick på handbollsgymnasiet i Göteborg. Under tre år spelade han för IK Sävehof. Han hade en sämre relation till Rustan Lundbäck, som var tränare i Sävehof,  så han återvände till Eskilstuna Guif. Efter tre år i Guif spelade han SM-final mot Sävehof, men Guif förlorade med utklassningssiffrorna 18-35. Tobias Aren blev samma år 2011 uttagen som mittnia i Elitseriens All Star Team. Aren spelade sedan ett år till i Guif då klubben vann Elitserien men förlorade semifinalen mot IFK Kristianstad med 2-3 i matcher. Tobias Aren skrev därefter ett proffskontrakt med Aalborg Håndbold 2012. Tobias Aren hann inte spela ens en säsong förrän han fick en allvarlig ryggskada. Tobias Aren avslutade karriären under hösten 2013 efter  ryggskadan.

## Landslagskarriär
Tobias Aren spelade 40 ungdomslandskamper och gjorde 144 mål i ungdomslandslaget 2007 till 2009. Han spelade också 14 A-landskamper för Sverige och gjorde 19 mål i A-landslaget. Han gjorde landslagsdebut den 12 juni 2011 mot Isräl och spelade sista landskampen den 13 januari 2013 mot Norge.